# Колючая акула Шервуда
Колючая акула Шервуда (лат. Scymnodalatias sherwoodi) — вид рода сцимнодалатий семейства сомниозовых акул отряда катранообразных. Известен всего по нескольким экземплярам. Обитает в юго-западной части Тихого океана, встречается на глубине до 500 м. Максимальный зарегистрированный размер 80 см. Размножается яйцеживорождением. Не представляет интереса для коммерческого рыболовства.

## Таксономия
Впервые научно вид описан в 1921 году. Голотип представляет собой самца длиной 80,3 см, пойманного в 1920 году в у побережья Новой Зеландии.

## Ареал
Колючие акулы Шервуда являются эндемиками вод Новой Зеландии. Они встречаются на островном склоне на глубине от 400 до 500 м.

## Описание
Максимальный зарегистрированный размер составляет 80,3 см. Колючие акулы Шервуда похожи на вельветовых акул, но у них отсутствуют шипы у основания спинных плавников, а первый спинной плавник сильнее сдвинут назад. Тело довольно коренастое, сильно сужается от области грудных плавников к хвостовому стеблю. Рыло слегка приплюснутое, заострённое, короткое. Его длина составляет 2/5 от длины головы и 2/3 от дистанции между ртом и основаниями грудных плавников. Жаберные щели довольно широкие. Ноздри обрамлены короткими кожными складками. Губы тонкие. Верхние зубы короткие, узкие и заострённые, нижние намного крупнее, имеют форму лезвий и сцеплены между собой, образуя единую режущую поверхность. У этих акул маленькие спинные плавники, второй немного больше первого. Грудные плавники имеют форму треугольника с заострёнными кончиками. Хвостовой плавник асимметричный, верхняя лопасть удлинена, у её края имеется выемка. Прекаудальная выемка, латеральные и вентральные кили на хвостовом стебле отсутствуют. Окраска тёмно-коричневого цвета. Тело покрыто довольно высокими, приподнятыми трёхзубчатыми плакоидными чешуйками.

## Биология
Колючие акулы Шервуда размножаются яйцеживорождением. Самцы достигают половой зрелости при длине 80 см.

## Взаимодействие с человеком
Вид не представляет интереса для коммерческого промысла. Встречается крайне редко. Иногда в качестве прилова попадает в коммерческие тралы. Данных для оценки Международным союзом охраны природы статуса сохранности вида недостаточно.